# آکا مورچیلادزه
آکا مورچیلادزه (گرجی: აკა მორჩილაძე؛ زادهٔ ۱۰ نوامبر ۱۹۶۶) نویسنده، تاریخ‌نگار ادبیات و رمان‌نویس اهل گرجستان است که برخی از پرفروش‌ترین آثار نثر در ادبیات گرجی پس از دوران اتحاد جماهیر شوروی را نوشته است. آثار مورچیلادزه نشان‌دهنده تغییر جهت ادبیات گرجی در اوایل قرن بیست و یکم به سوی تأثیرات غربی است.

## زندگی‌نامه
مورچیلادزه در تفلیس به دنیا آمد و در سال ۱۹۸۸ از دانشکده تاریخ دانشگاه دولتی تفلیس فارغ‌التحصیل شد، جایی که بعدها به تدریس پرداخت. در دهه ۱۹۹۰، او به عنوان روزنامه‌نگار ورزشی و ستون‌نویس ادبیات در مطبوعات تفلیس فعالیت می‌کرد. از سال ۱۹۹۸، بیست رمان و سه مجموعه داستان کوتاه مورچیلادزه توسط انتشارات سولاکاوری منتشر شده است. چندین اثر او نیز به فیلم و تئاتر تبدیل شده است.